# 大明宫

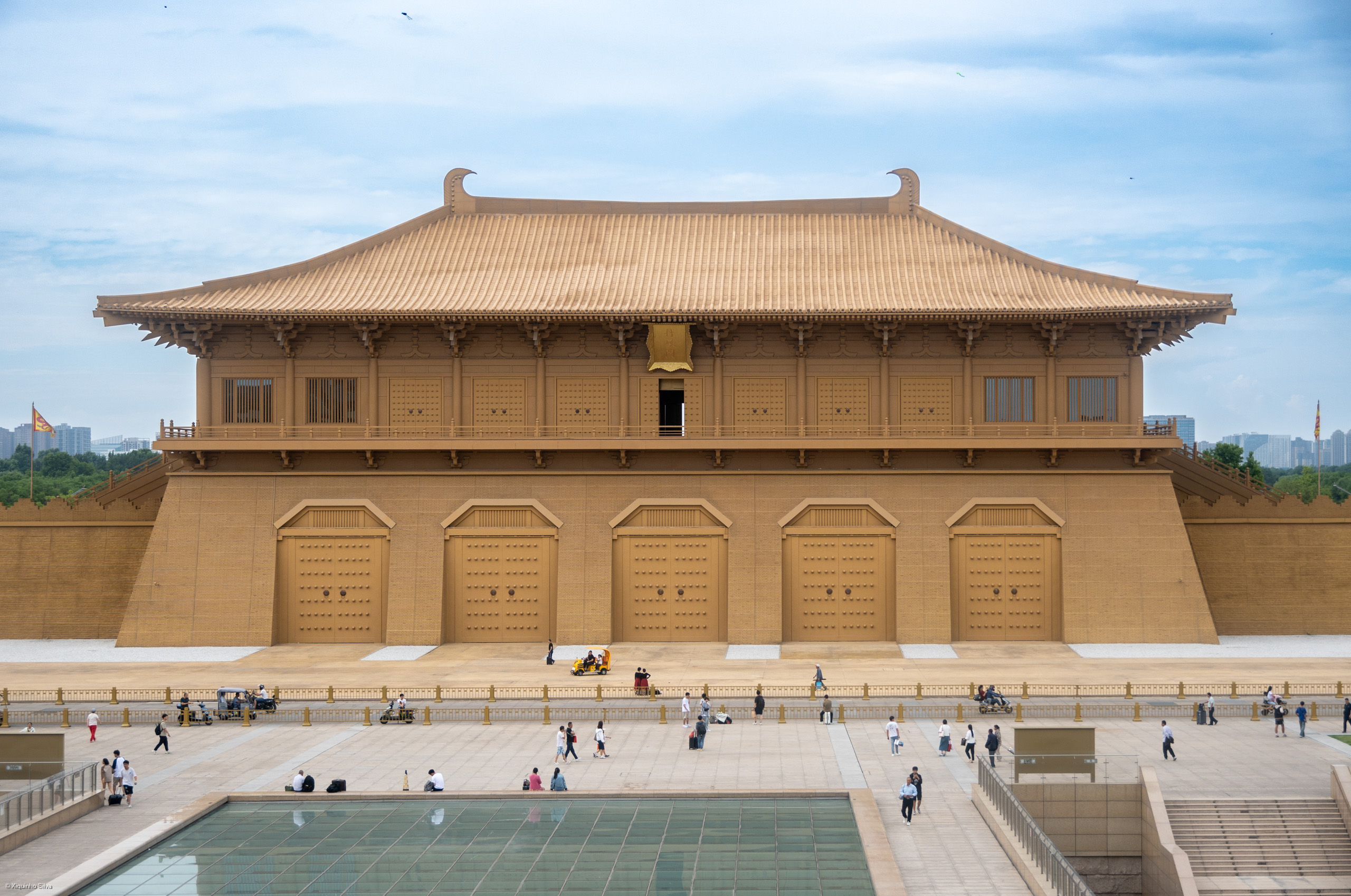
丹凤门（复原）

大明宫又称东内，为唐长安城东北部的宫城。始建于唐太宗贞观八年（634年），是唐长安城的三座主要宫殿群中规模最大的一座。自唐高宗起，唐朝的帝王们大都在这里居住和处理朝政，作为国家的统治中心，历时达二百余年。唐朝末期，整座宫殿毁于战火，其遗址位于今陕西省西安市城区的北郊。
1961年，大明宫遗址被中华人民共和国国务院公布为第一批全国重点文物保护单位。2010年，建立大明宫国家遗址公园对遗址进行保护与展示。

## 历史沿革

唐长安城地图。地圖以法文標示。大明宫在右上角

大明宫始建于贞观八年（634年）。原是隋代禁苑的一部分，唐太宗后为其父李渊在该地修建的夏宫永安宫。贞观九年（635年）李渊去世后，改称为大明宫，又称“东内”。唐高宗继位后，认为原来居住的太极宫过于潮湿，便于龙朔二年（662年）对大明宫进行了大规模扩建，更名为蓬莱宫，并入住其中。咸亨元年（670年）宫殿再次改名为含元宫，神龙元年（705年）復名大明宫。
自唐高宗开始，大明宫成为国家的统治中心，历时达234年。整座宫殿的规模宏大，建筑雄伟，王维诗句“九天阊阖开宫殿，万国衣冠拜冕旒”描绘了当时的盛景。中唐和晚唐時朱泚和黄巢先后据此称帝。唐僖宗时，大明宫屡遭兵火，最终于乾宁三年（896年）被烧毁。数年后，出于战备需要，宫殿的遗迹也都被拆除，此后这里便沦为一片废墟。

## 宫城

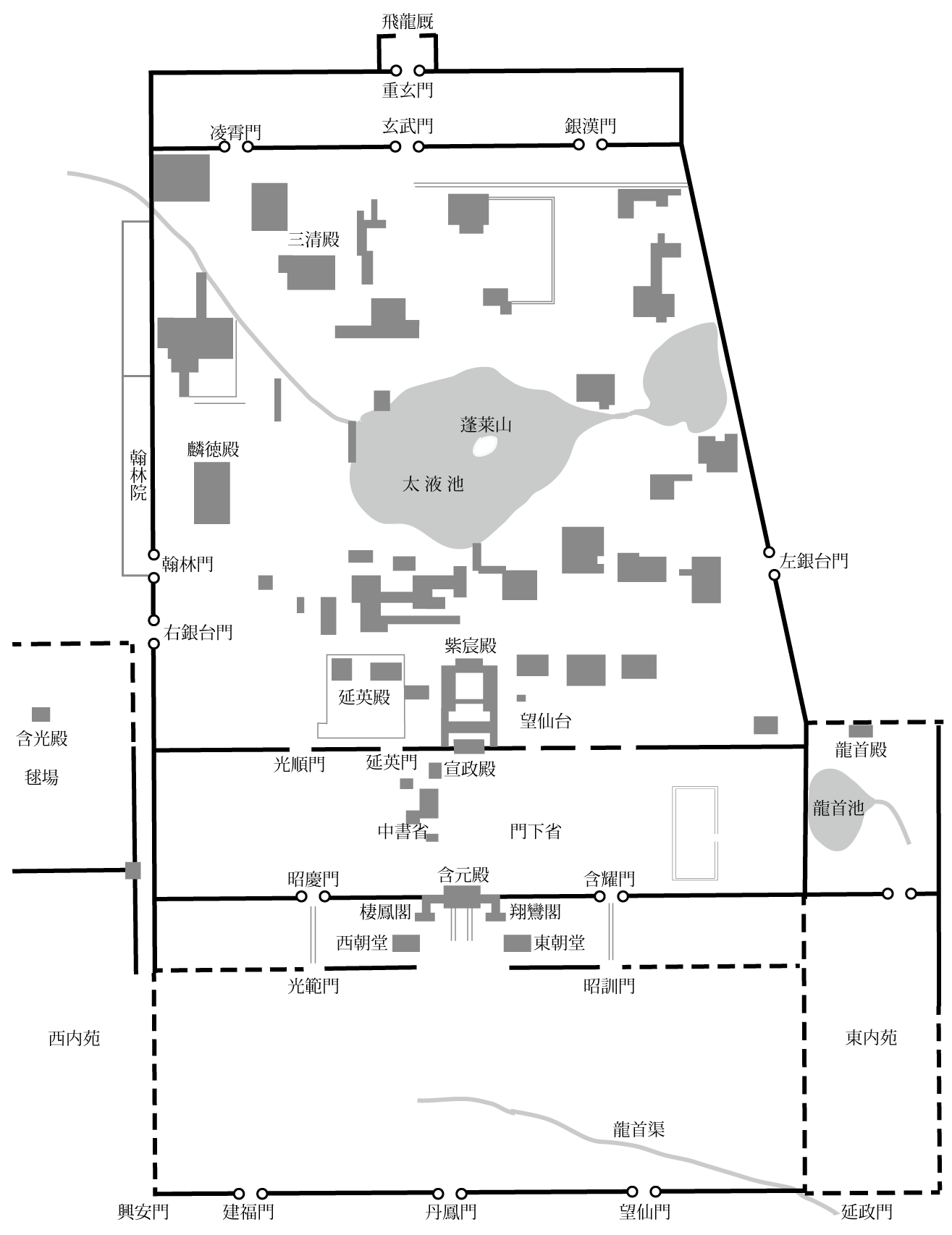
大明宫建筑分布平面图

大明宫选址在唐长安城宫城东北侧的龙首塬上，利用天然地势修筑宫殿，形成一座相对独立的城堡。宫城的南部呈长方形，北部呈南宽北窄的梯形。城墙东西宽1.5公里，南北长2.5公里，周长7.6公里，面积约3.11平方公里。城墙南段与长安城的北墙东段相重合，其北另有三道平行的东西向宫墙，把宫殿分为三个区域。所有墙体均以夯土板筑，底宽10.5米左右，城角、城门处包砖并向外加宽，上筑城楼、角楼等。
宫城共有九座城门，南面正中为丹凤门，东西分别为望仙门和建福门；北面正中为玄武门，东西分别为银汉门和青霄门；东面为左银台门；西面南北分别为右银台门和九仙门。除正门丹凤门有五个门道外，其余各门均为一个门道。在宫城的东西北三面筑有与城墙平行的夹城，在北面正中设重玄门，正对着玄武门。宫城外的东西两侧分别驻有禁军，北门夹城内设立了禁军的指挥机关——“北衙”。
整个宫域可分为前朝和内庭两部分，前朝以朝会为主，内庭以居住和宴游为主。大明宫的正门丹凤门以南，有宽176米的丹凤门大街，以北是含元殿、宣政殿、紫宸殿、蓬莱殿、含凉殿、玄武殿等组成的南北中轴线，宫内的其他建筑，也大都沿着这条轴线分布。在轴线的东西两侧，还各有一条纵街，是在三道横向宫墙上开边门贯通形成的。

## 前朝

### 含元殿

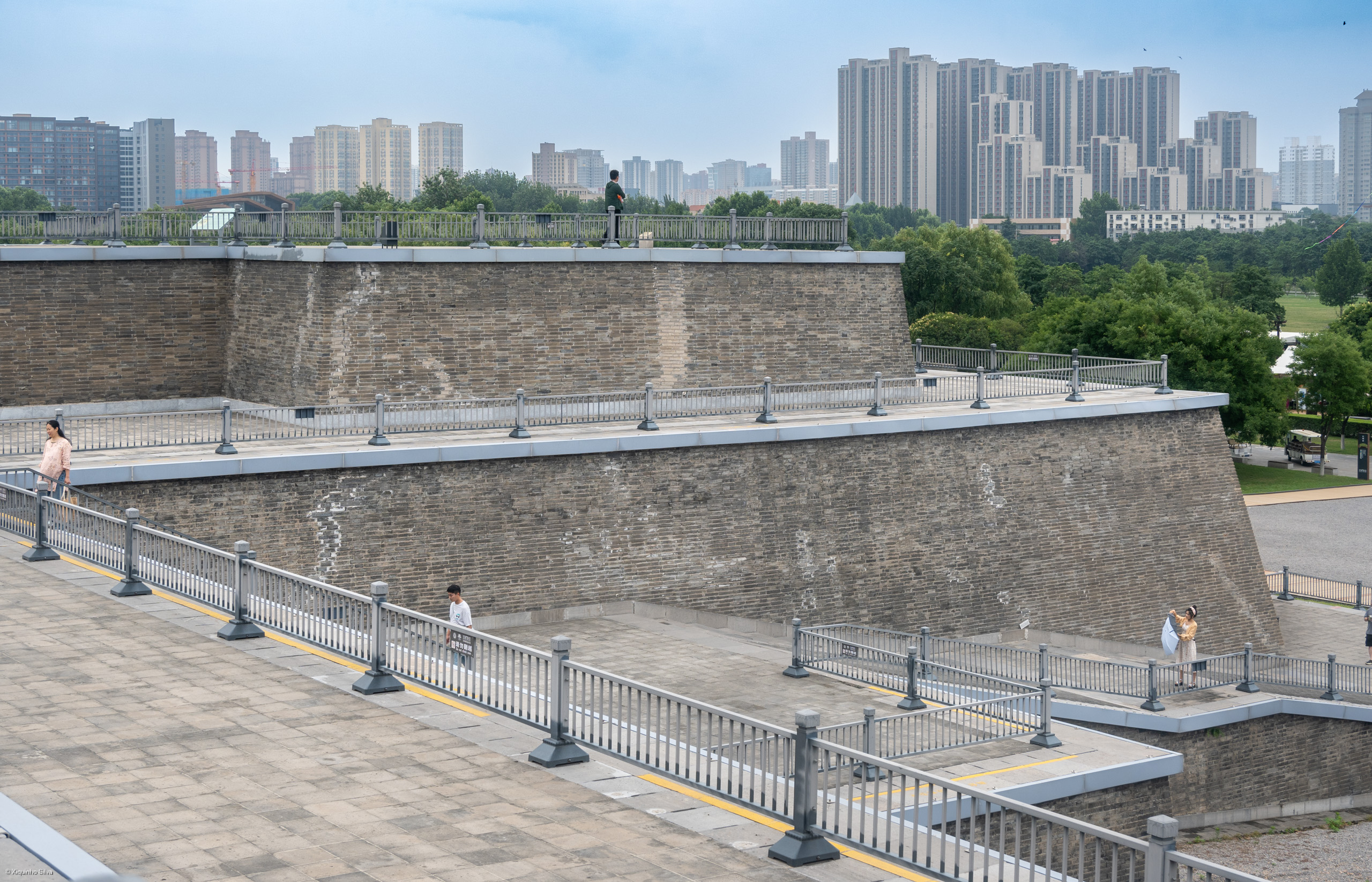
含元殿遗址

含元殿是大明宫的正殿，位于丹凤门以北约600米处、龙首塬的南沿，是举行重大庆典和元旦、冬至大朝会之所，俗称“外朝”。主殿面阔十三间，殿身十一间，进深六间，每间宽5.3米。实测殿基高于平地15.6米，东西长75.9米，南北长41.3米，四周有宽5米的副阶。在主殿的东南和西南方向分别有翔鸾阁和栖凤阁，各以曲尺形廊庑与主殿相连，整组建筑呈“凹”字形。主殿前是一条长78米、以阶梯和斜坡相间的龙尾道，分为中间的御道和两侧的边道，表面铺设花砖。在龙尾道的前方还有一座宫门，可能是牌坊式建筑，其左右各有横贯东西的隔墙。含元殿建造时充分利用了龙首塬的高地，威严壮观，视野开阔，可俯瞰整座长安城，诗句“千官望长安，万国拜含元”就形容了它当时的巍峨气势。

### 宣政殿

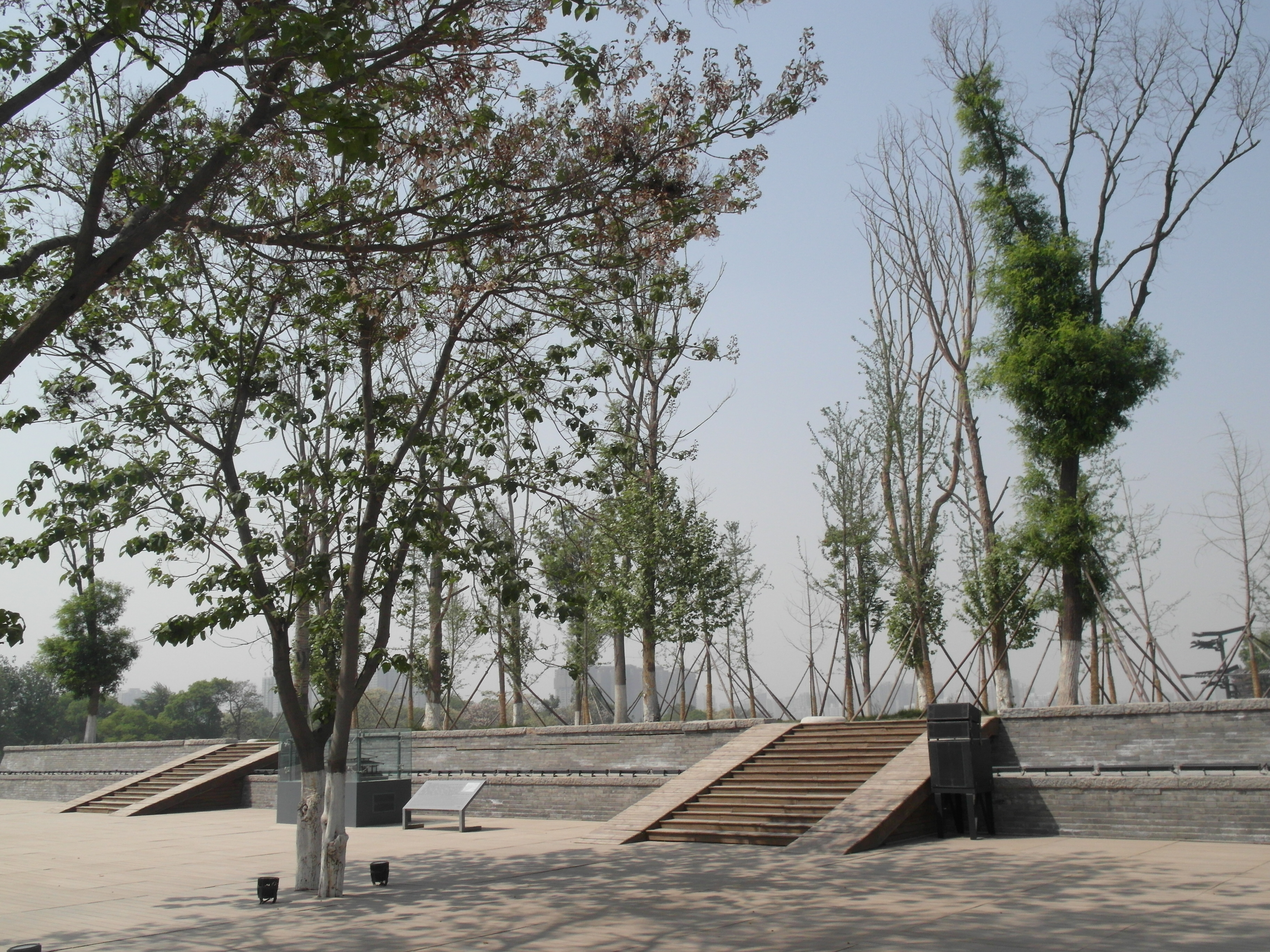
宣政殿遗址

宣政殿位于含元殿以北约三百米，为皇帝每月朔望临朝听政之所，称为“中朝”。殿基东西长70米，南北宽40多米。殿前左右分别有中书省、门下省和弘文馆、史馆、御史台馆等官署。在殿前130米处，有三门并列的宣政门，左右是横贯式的宫墙，墙、殿之间形成较大的院庭。

### 紫宸殿

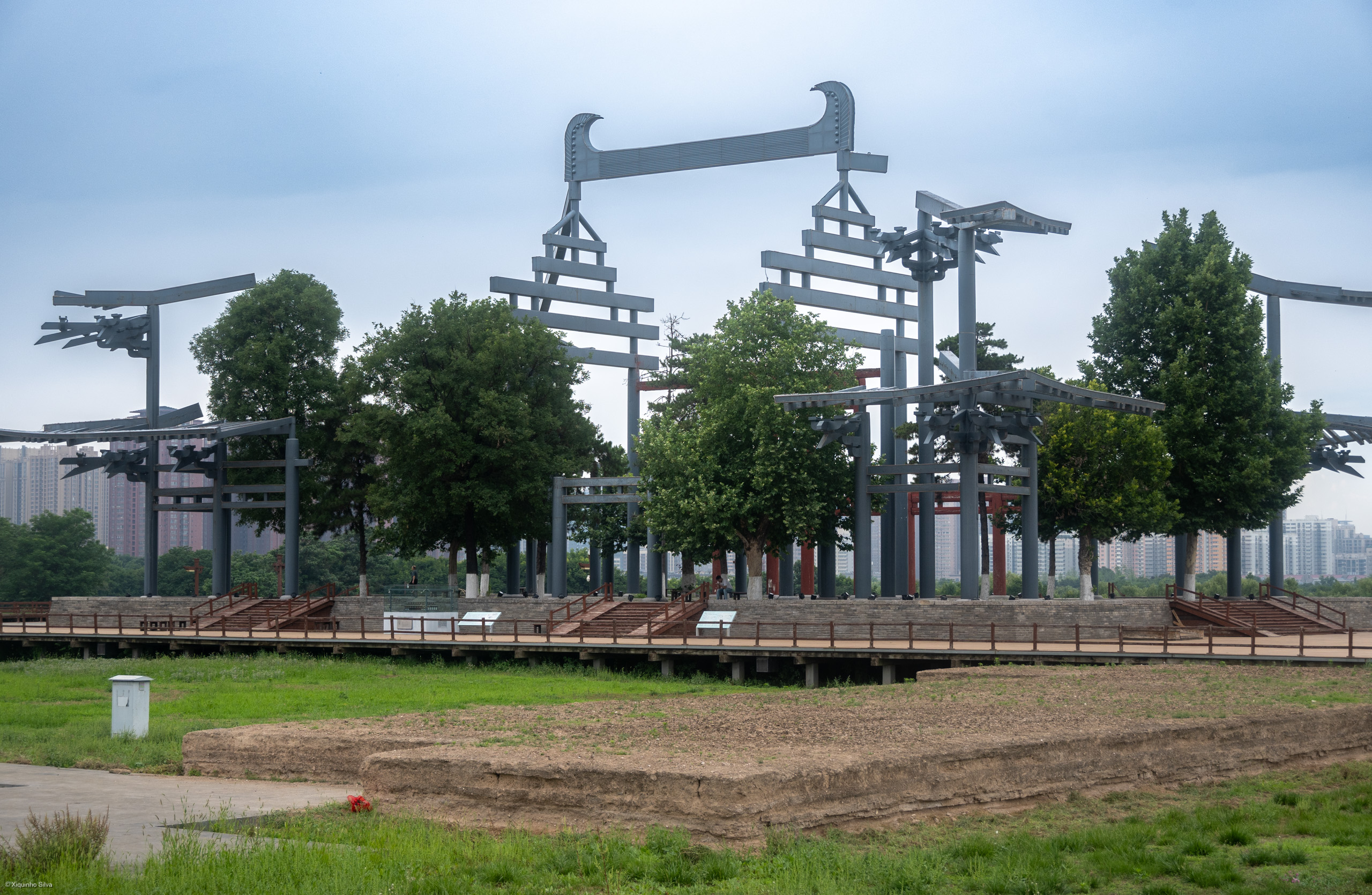
紫宸殿遗址

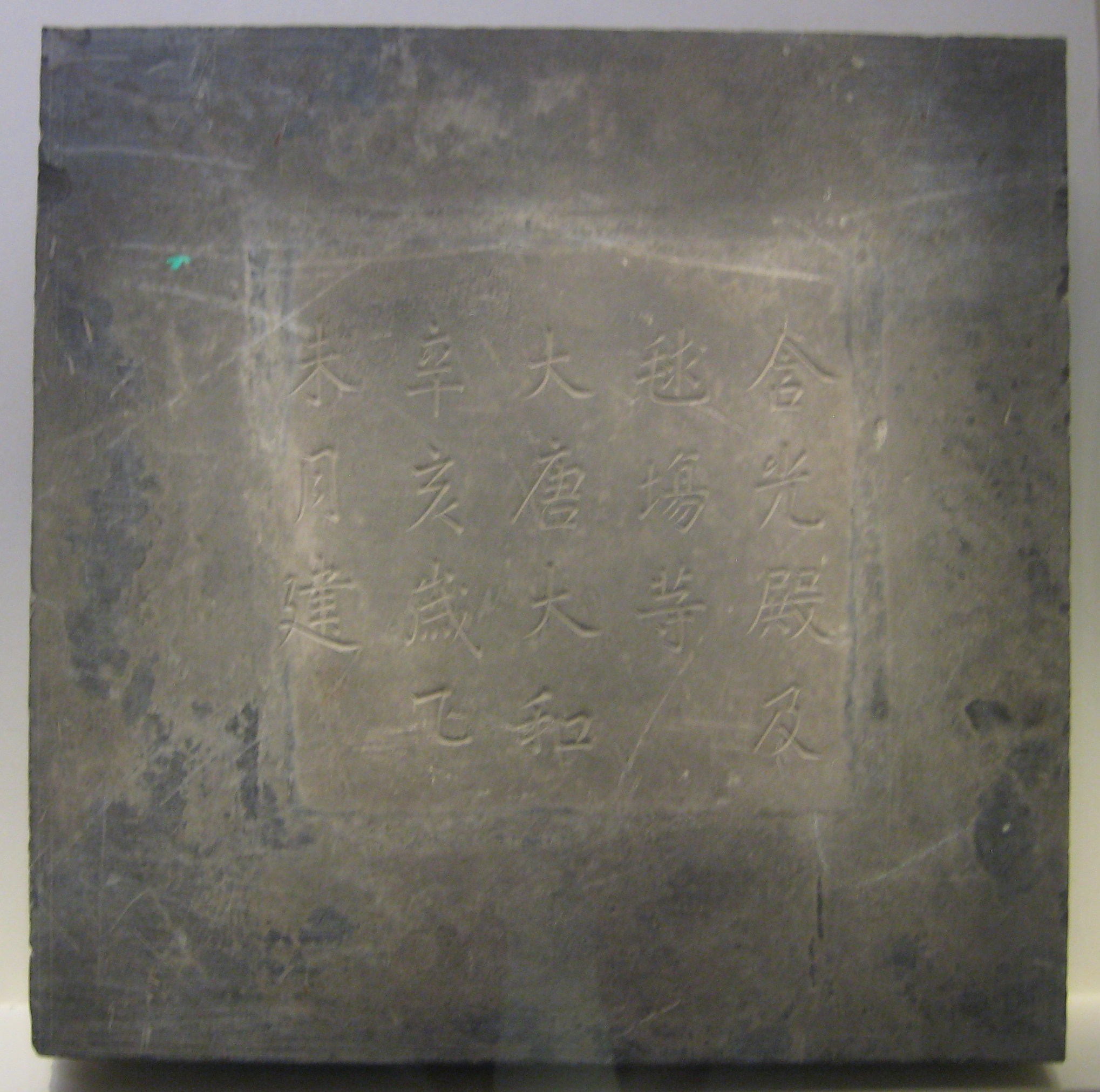
含光殿的奠基石

紫宸殿是寝区正殿，亦是皇帝日常办公的场所，位于宣政殿以北95米处，称为“内朝”，群臣在这里朝见皇帝，称为“入阖（字为门内有合）”。含元、宣政、紫宸组成的外朝、中朝、内朝格局多为后世的宫殿所效仿，北京紫禁城的太和、中和、保和三殿便是这种格局的体现。

## 内庭

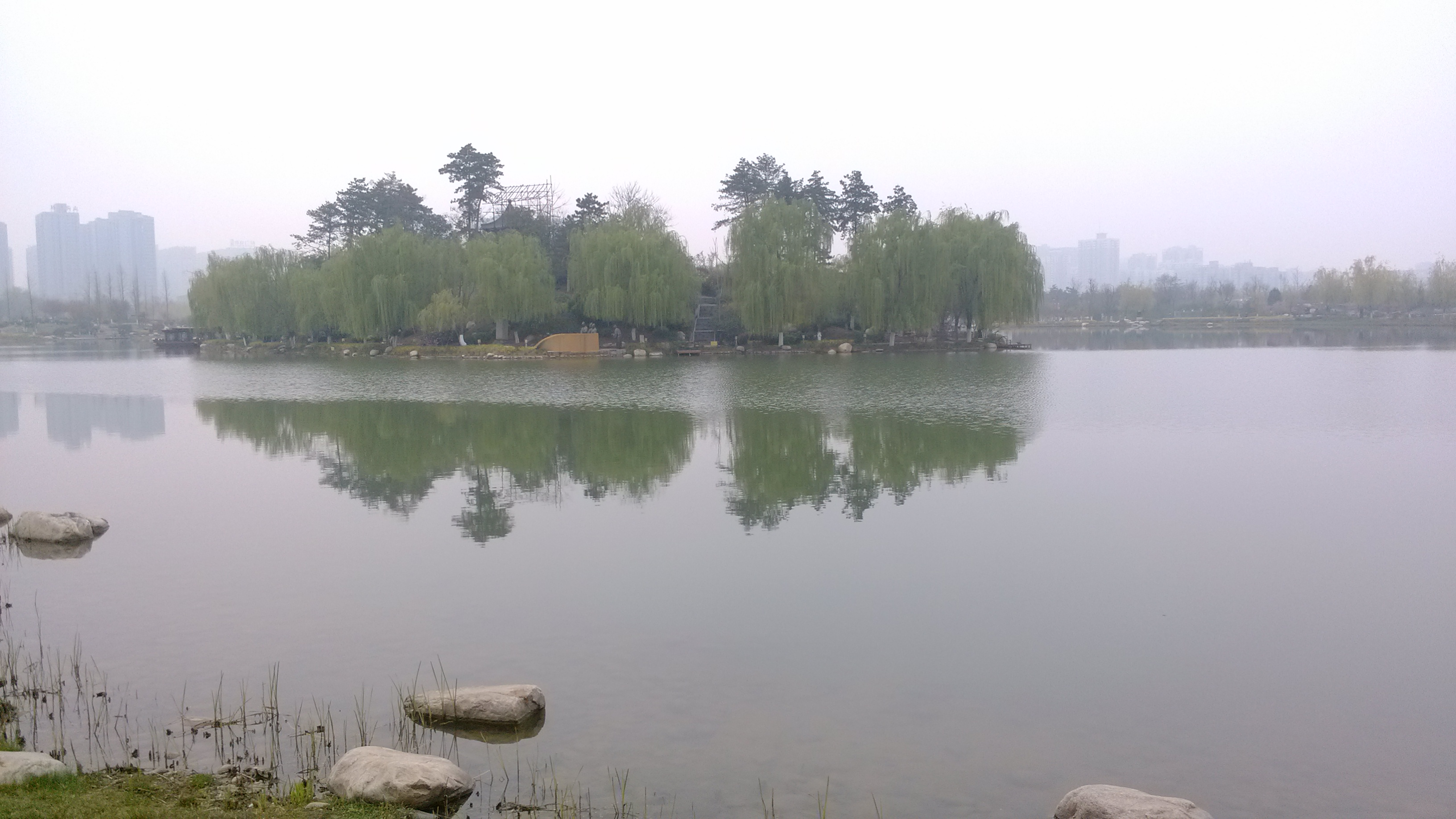
太液池

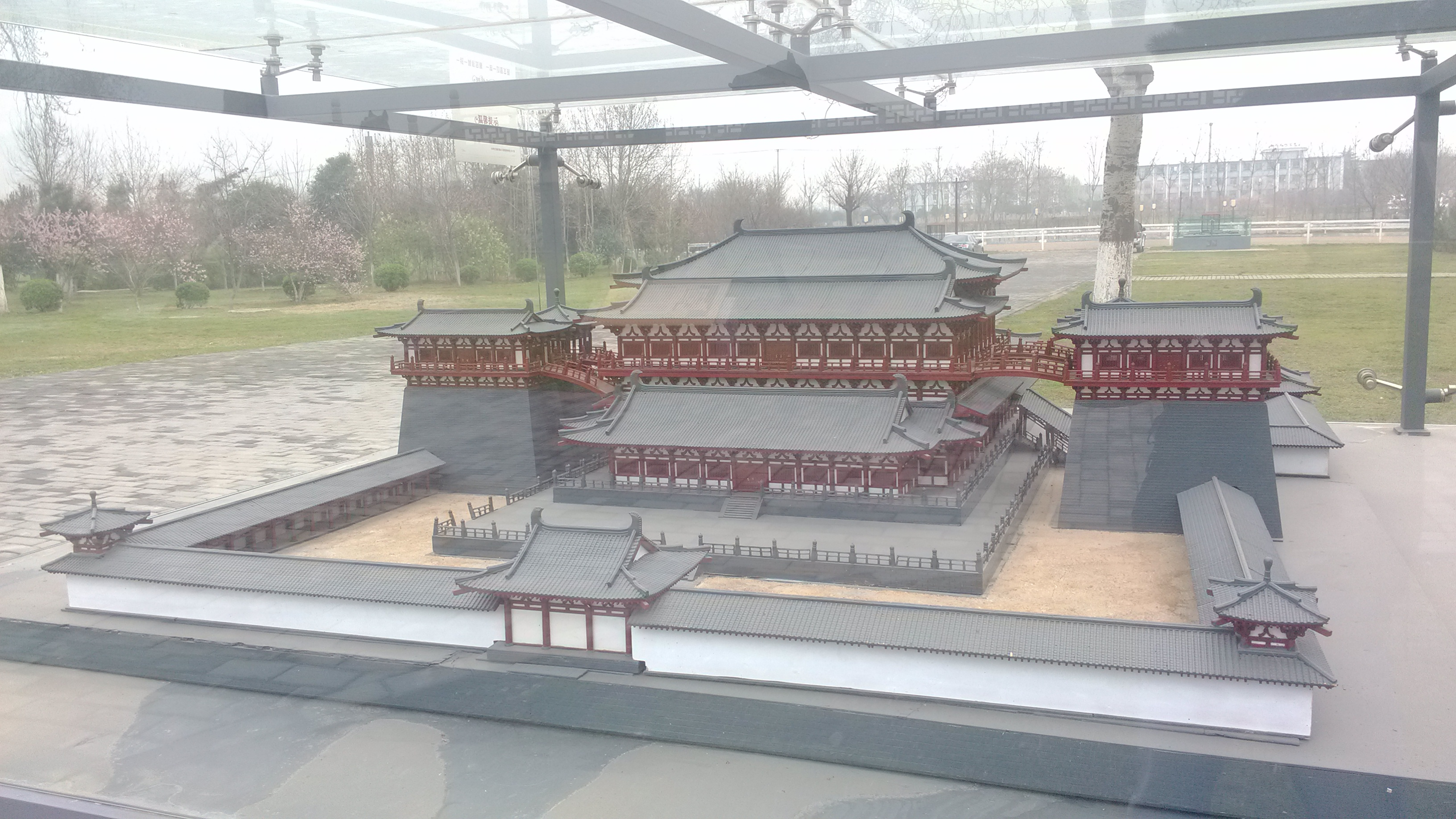
麟德殿复原模型

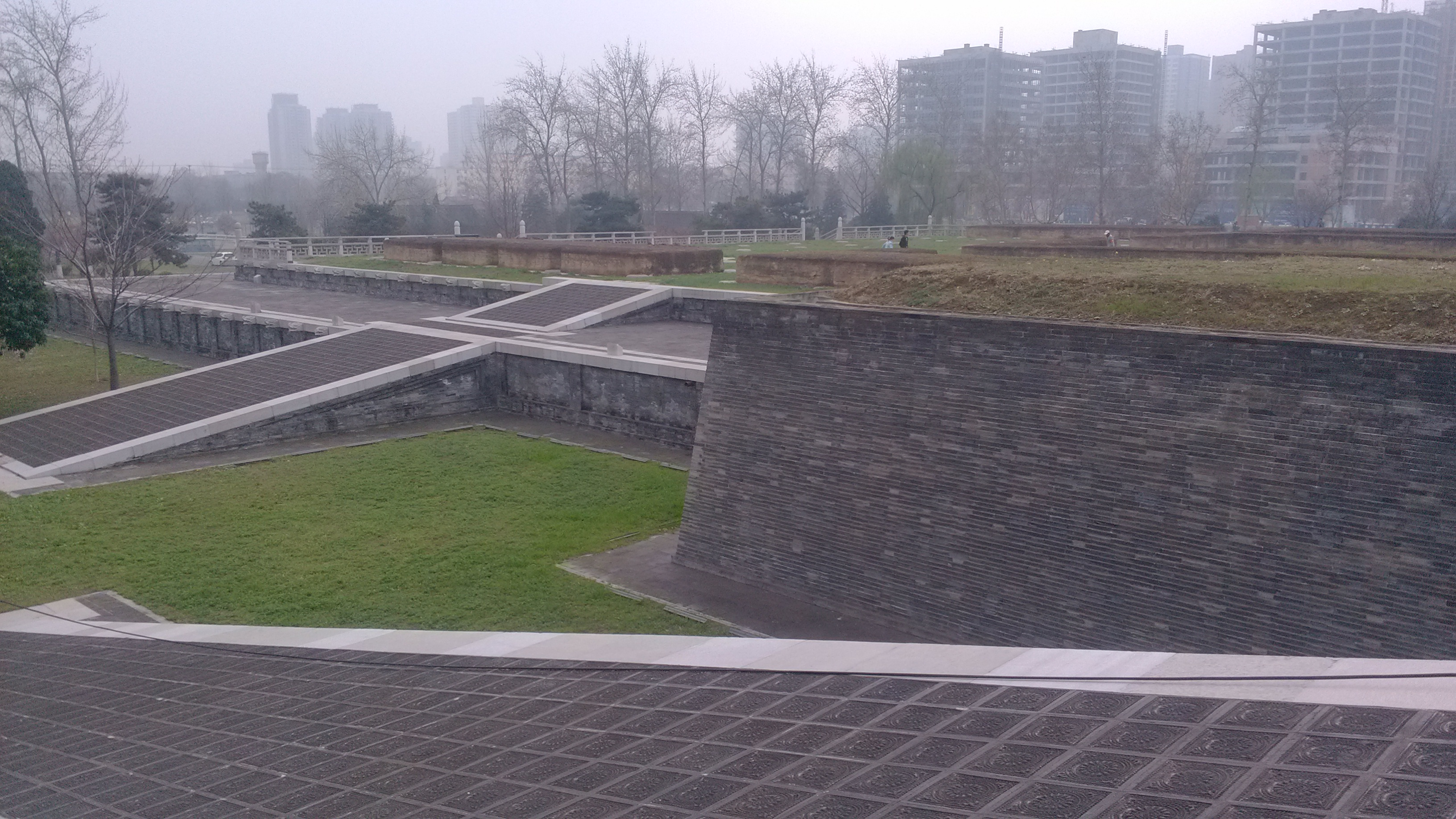
麟德殿遗址

大明宫的北部为园林区，建筑布局疏朗，形式多样。紫宸殿以北约200米处即为龙首塬的北沿，其下有太液池，又名蓬莱池，面积约16,000平方米。水池的形状接近椭圆形，在池内偏东处有一土丘，高5米多，称作蓬莱山。池的沿岸建有回廊，附近还有多座亭台楼阁和殿宇厅堂。
麟德殿位于大明宫的西北部，是宫内规模最大的别殿，建于高宗麟德年间，是皇帝举行宴会、观看乐舞和接见外国使节的场所。殿基用夯土砌筑，四壁铺砖，实测南北长130米，东西宽80余米。高台上原有前中后毗连的三座大殿，分上下两层。东西侧分别有对称的郁仪楼和结邻楼以飞廊与主殿上层连通，楼前有亭，全都建在夯土高台上。整个麟德殿的总建筑面积达12,300平方米，周围有回廊环绕，目前已在遗址的基础上复原了其平面布局。
唐朝的统治者崇尚道教，认老子为祖先，因此在大明宫内也有三清殿、大角观、玄元皇帝庙等道教建筑。三清殿位于宫城的东北隅，殿基面积达4,000平方米，台上是楼阁式建筑。此外，清思殿、大福殿等遗址也是重要的考古发掘对象。

## 影视
- 1998年迪士尼动画片《花木兰》
- 2000年电视连续剧《大明宫词》
- 2009年央视纪录片《大明宫》
- 2010年IMAX3D电影《大明宫传奇》